# Vise (film din 1990)
Vise este un film japonez din 1990, regizat de Akira Kurosawa.